# Semumu
Semumu is een bestuurslaag in het regentschap Kerinci van de provincie Jambi, Indonesië. Semumu telt 1325 inwoners (volkstelling 2010).